# AISCGre
L'AISCGre, abréviation officielle et italienne d'Association internationale des études du chant grégorien, est une association fondée à Rome en 1975, afin de promouvoir les études du chant grégorien ainsi que sa propre exécution. De nos jours, selon les langues en usage des membres, plusieurs associations existent en tant que divisions.
Comme celle-ci fut créée par ceux qui parlaient la langue italienne (Associazione Internazionale Studi di Canto Gregoriano) et que la section française n'est plus active, son titre en français n'est pas nécessairement fixé. Ainsi, on emploie parfois l'Association internationale pour l'étude du chant grégorien. 

## Histoire

### Fondation
L'association fut fondée à Rome le 27 février 1975, par sept disciples de Dom Eugène Cardine, professeur du chant grégorien auprès de l'Institut pontifical de musique sacrée, afin de poursuivre et évoluer une nouvelle science, sémiologie grégorienne, créée par ce professeur et moine de l'abbaye Saint-Pierre de Solesmes.
En juin, le Saint-Siège révéla officiellement sa confirmation pour établir une école grégorienne sémiologique auprès de l'Institut pontifical à laquelle Dom Cardine pourrait y enseigner sans restriction d'âge.

### Évolution et son succès

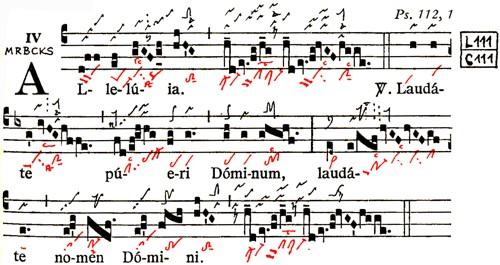
Graduale Triplex (Éditions de Solesmes, 1979).

La qualité de l'association fut effectivement connue en 1979, à la suite de la publication du Graduale Triplex dont deux musicologues parmi les fondateurs étaient collaborateurs officiels de la rédaction. Ces disciples de Dom Cardine avaient préparé les neumes anciens requis : Marie-Claire Billecocq était le responsable des neumes du manuscrit Laon 239 (en noir) tandis que les neumes sangalliens (en rouge) avaient été préparés par Dom Rupert Fischer. Dans cette notation d'exemple, l'origine des neumes est correctement précisée : Laon 239, fol. 111 (L111) ainsi que cantatorium de Saint-Gall fol. 111 (C111). Au regard des neumes anciens, il s'agit donc d'une édition critique. 
À partir de cette année 1979, le siège de l'association est fixé à Crémone en Italie.
À mesure que le nombre d'adhérents augmentait, l'association dominée par la langue italienne subissait une difficulté de l'intégration. Par conséquent, sous l'AISCGre internationale, plusieurs divisions furent fondées selon les langues de membres, en Allemagne, en Espagne, en Pologne et le reste. Si la section française aussi fut inaugurée en 2000, après quelques années d'activité, celle-ci devint toutefois inactive.   
L'AISCGre internationale et ses divisions comptent actuellement vers 500 membres dans le monde entier, quand bien même elles manqueraient de deux langues importantes, française et anglaise. Vraisemblablement, l'atelier de la Paléographie musicale auprès de l'abbaye Saint-Pierre de Solesmes ainsi que d'autres associations fonctionnent effectivement dans les mêmes domaines.

### Fonctions importantes de nos jours
Aujourd'hui, chaque AISCGre effectue ses activités dans plusieurs domaines, non seulement les études grégoriennes mais également l'enseignement telle la session grégorienne, la publication, le congrès international, la collaboration avec les chœurs et les schoræ grégoriennes et le reste. De plus, une fonction importante est actuellement chargée et confiée à l'AISCGre internationale. 
Il s'agit de la rédaction et la publication du Graduale novum du Vatican. Voilà un siècle que le pape Pie X créa une commission internationale pour l'Édition Vaticane. Afin de remplacer officiellement cette dernière, le Saint-Siège choisit, sans fonder de nouvelles commissions, l'AISCGre en faveur d'un graduel ainsi que l'abbaye Saint-Pierre de Solesmes pour un antiphonaire. Le premier exemplaire de tome I du Graduale novum fut formellement octroyé au pape Benoît XVI le 26 janvier 2011, par le président de l'association Johannes Berchmans Göschl.

## Président
- Eugène Cardine (1975 - 1979)

S'il manque de document définitif, il est probable que Dom Cardine était le premier président. Car, il est impossible que le Vatican ait autorisé une association sans responsable. Un manuscrit posthume de Michel Huglo, ancien collègue de Dom Cardine, suggère que ce dernier était le premier représentant, quoque celui-ci ne précisât pas de ce qui concerne : « puisque le Saint-Siège lui avait confié en 1975 la direction d'une chaire de sémiologie. »
- Luigi Agustoni (1979 - 1999)[7]
- Johannes Berchmans Göschl (1999 - )[8]

## Publication
À cause de l'hémiplégie, Dom Eugène Cardine quitta Rome et l'institut pontifical en 1984. C'est vraisemblablement la raison pour laquelle Nino Albarosa créa sa nouvelle revue annuelle Studi gregoriani en 1985. Ce directeur resta cette fonction jusqu'en 2000. Depuis 1996 en Allemagne, une autre revue officielle est pareillement publiée, initialement non officielle et créée en 1985.
- Bollettino dell' AISCGre (série semestrielle, 1976 - 1985, Rome)

articles de Dom Eugène Cardine
1976 : La réalité musicale et sa notation en chant grégorien
1977 : Nouveaux aspects sur l'interprétation du chant grégorien, Sur la modalité du chant grégorien, Direction du chant grégorien I
1978 : Direction du chant grégorien II
1985 : Les limites de la sémiologie en chant grégorien, conférence faite à Luxembourg en 1984
- Studi gregoriani (revue annuelle, 1985 - , Rome)
- Beiträge zur Gregorianik (revue semestrielle, (1985) - 1996 - , Mintraching-Sengkofen)

## Congrès international
Depuis sa fondation, l'association organise sa conférence internationale, notamment tous les quatre ans à partir de 1991.
1. 1977 : Crémone
2. 1979 : Crémone (ville du siège de l'AISCGre internationale depuis 1979)
3. 1984 : Luxembourg
4. 1991 : Vérone
5. 1995 : Vienne
6. 1999 : Vérone
7. 2003 : Hildesheim
8. 2007 : Florence, « Centenaire du Graduale Romanum, héritage et défi » [lire en ligne (actes du congrès 2007 en italien et en anglais)]
9. 2011 : Poznań (ville du siège de l'AISCGre Pologne)
10. 2015 : Lugano, du 8 au 12 septembre, « En mémoire de Luigi Agustoni »[10]
11. 2019 : Dresde (plus précisément Diocèse de Dresde-Meissen), du 10 au 15 juin, « Sémiologie et interprétation »
12. 2023 (prévu) : Tyniec (abbaye de Tyniec), du 4 au 9 septembre